# Register guter Praxisbeispiele
Das Register guter Praxisbeispiele (englisch Register of Good Safeguarding Practices) ist eine von drei internationalen Listen, die die UNESCO im Rahmen des Übereinkommens zur Erhaltung des Immateriellen Kulturerbes seit 2008 erstellt. Das Register enthält modellhafte Projekte zum Schutz und zur Stärkung von Immateriellem Kulturerbe auf nationaler, regionaler oder lokaler Ebene.
Der Zwischenstaatliche Ausschuss für die Erhaltung des Immateriellen Kulturerbes entscheidet in seiner jährlichen Tagung über die Aufnahme von Projekten in das Register guter Praxisbeispiele. Aufgenommen werden Projekte, die die Ziele und Prinzipien des Übereinkommens zur Erhaltung des Immateriellen Kulturerbes reflektieren und effektiv umsetzen. Die Projekte sollen andere Staaten, Institutionen, Gemeinschaften und Nichtregierungsorganisationen inspirieren, Maßnahmen zum Schutz und zur Förderung von Immateriellem Kulturerbe zu ergreifen.

## Eintragungen in dem Register guter Praxisbeispiele
Bis zum Jahr 2024 fanden 40 Programme aus 35 Ländern Aufnahme im Register.
Die Jahreszahl gibt das jeweilige Aufnahmejahr an.

## B

### BelgienBelgien
- 2011 – Bewahrung und Kultivierung traditioneller Vielfalt von Sport und Spielen in Flandern
- 2014 – Erhaltung und Weitergabe der Carillon-Kultur
- 2022 – Tocatì, ein gemeinsames Programm zum Erhalt traditioneller Spiele und Sportarten (gemeinsam mit Frankreich, Italien, Kroatien, Zypern)
- 2023 – Tradition der Pflege psychisch Kranker in Pflegefamilien in der Stadt Geel: ein gemeinschaftsbasiertes Pflegemodell

### BolivienBolivien
- 2009 – Programm zur Erhaltung des immateriellen Kulturerbes der Aymara (gemeinsam mit Chile und Peru)

### BulgarienBulgarien
- 2016 – Festival der Folklore in Kopriwschtiza
- 2017 – Die kulturellen Gemeinschaftszentren Tschitalischte

### BrasilienBrasilien
- 2011 – Lebendiges Museum des Fandango
- 2011 – Projektausschreibungen des Nationalen Programms für Immaterielles Kulturerbe

## C

### ChileChile
- 2009 – Programm zur Erhaltung des immateriellen Kulturerbes der Aymara (gemeinsam mit Bolivien und Peru)

### China VolksrepublikVolksrepublik China
- 2012 – Ausbildung kommender Generationen von Puppenspielern in Fujian

## D

### DeutschlandDeutschland
- 2020 – Bauhüttenwesen: Handwerkstechniken und Gepflogenheiten der Dombauhütten in Europa, Know-how, Weitergabe, Wissensentwicklung und Innovation (gemeinsam mit Frankreich, Norwegen, Österreich, Schweiz) [3][4]

## F

### FrankreichFrankreich
- 2020 – Bauhüttenwesen: Handwerkstechniken und Gepflogenheiten der Dombauhütten in Europa, Know-how, Weitergabe, Wissensentwicklung und Innovation (gemeinsam mit Deutschland, Norwegen, Österreich, Schweiz) [3]
- 2020 – Die Martinique-Yole, vom Bau bis zur Segelpraxis
- 2022 – Tocatì, ein gemeinsames Programm zum Erhalt traditioneller Spiele und Sportarten (gemeinsam mit Belgien, Italien, Kroatien, Zypern)

## G

### GriechenlandGriechenland
- 2020 – Polyphonie in der Volksmusik in der Region Epirus

## I

### IndonesienIndonesien
- 2009 – Ausbildung junger Menschen in traditioneller indonesischer Batik-Technik

### IranIran
- 2021 – Programm für den Erhalt der traditionellen Kalligrafie im Iran

### ItalienItalien
- 2022 – Tocatì, ein gemeinsames Programm zum Erhalt traditioneller Spiele und Sportarten (gemeinsam mit Belgien, Frankreich, Kroatien, Zypern)

## K

### KeniaKenia
- 2021 – Förderung und Erhalt traditioneller Ernährungsweisen und Lebensmittel in Kenia

### KirgisistanKirgisistan
- 2021 – Nomadenspiele: Kulturerbe wiederentdecken, Vielfalt feiern

### KolumbienKolumbien
- 2019 – Sicherungsstrategie des traditionellen Handwerks für die Friedensförderung

### KroatienKroatien
- 2016 – Batana-Ökomuseum, Gemeinschaftsprojekt zur Sicherung der lebendigen Kultur von Rovinj
- 2022 – Tocatì, ein gemeinsames Programm zum Erhalt traditioneller Spiele und Sportarten (gemeinsam mit Belgien, Frankreich, Italien, Zypern)

### KuwaitKuwait
- 2022 – Al Sadu Bildungsprogramm: Ausbildung der Ausbilder in der Kunst des Webens

## M

### MexikoMexiko
- 2012 – Xtaxkgakget Makgkaxtlawana: Zentrum für indigene Kunst in Veracruz und sein Beitrag zur Erhaltung des immateriellen Kulturerbes der Totonaken

## N

### NorwegenNorwegen
- 2016 – Gemeinnützige Werft- und Werkstattstiftung Oselvarverkstaden für den Bau des traditionellen Oselvar-Bootes
- 2020 – Bauhüttenwesen: Handwerkstechniken und Gepflogenheiten der Dombauhütten in Europa, Know-how, Weitergabe, Wissensentwicklung und Innovation (gemeinsam mit Deutschland, Frankreich, Österreich, Schweiz) [3]

## O

### OsterreichÖsterreich
- 2016 – Regionale Handwerkszentren (Werkraum Bregenzerwald, Hand.Werk.Haus Salzkammergut, Textiles Zentrum Haslach) für traditionelles Handwerk
- 2020 – Bauhüttenwesen: Handwerkstechniken und Gepflogenheiten der Dombauhütten in Europa, Know-how, Weitergabe, Wissensentwicklung und Innovation (gemeinsam mit Deutschland, Frankreich, Norwegen, Schweiz) [3]

### OmanOman
- 2024 – Safinat Shabab Oman, Segelschulschiff mit einem Programm für Frieden und nachhaltigen kulturellen Dialog

## P

### PanamaPanama
- 2023 – ICH-Programm zum Schutz von Praktiken für das kulturelle und ökologische Meeresschildkrötenfestival von Armila

### PeruPeru
- 2009 – Programm zur Erhaltung des immateriellen Kulturerbes der Aymara (gemeinsam mit Bolivien und Chile)

### PhilippinenPhilippinen
- 2021 – Die Schule der lebendigen Traditionen

### PortugalPortugal
- 2022 – Immaterielles Kulturerbe an der portugiesisch-galizischen Grenze: ein Erhaltungsmodell von Ponte...nas ondas! (gemeinsam mit Spanien)

## S

### SchwedenSchweden
- 2018 – Programm „Land der Legenden“ zur Förderung und Wiederbelebung der Erzählkunst in der Region Kronoberg
- 2023 – „Nyckelharpa-Netzwerk“, eine innovative Initiative zur Verbreitung einer Musik- und Instrumentenbautradition mit Wurzeln in Schweden

### SchweizSchweiz
- 2020 – Bauhüttenwesen: Handwerkstechniken und Gepflogenheiten der Dombauhütten in Europa, Know-how, Weitergabe, Wissensentwicklung und Innovation (gemeinsam mit Deutschland, Frankreich, Norwegen, Österreich) [3]

### SlowakeiSlowakei
- 2024 – ÚĽUV Handwerksschule

### SpanienSpanien
- 2009 – Pädagogisches Projekt des Zentrums für traditionelle Kultur im Schulmuseum von Pusol
- 2011 – Wiederbelebung des traditionellen Handwerks des Kalkbrennens in Morón de la Frontera
- 2013 – Methodik zur Inventarisierung von immateriellem Kulturerbe in Biosphärenreservaten am Beispiel von Montseny
- 2022 – Immaterielles Kulturerbe an der portugiesisch-galizischen Grenze: ein Erhaltungsmodell von Ponte...nas ondas! (gemeinsam mit Portugal)

## T

### TschechienTschechien
- 2022 – Strategie zum Erhalt des traditionellen Handwerks: Die Trägergruppen der Volkskunsttradition

## U

### UkraineUkraine
- 2024 – Schutzprogramm für die Kobsa- und Drehleier-Traditionen

### UngarnUngarn
- 2011 – Die Táncház-Methode, ein Modell zur Überlieferung von immateriellem Kulturerbe
- 2016 – Das Kodály-Konzept zur Bewahrung der traditionellen Volksmusik

### UsbekistanUsbekistan
- 2017 – Handwerks-Entwicklungszentrum von Margilan für die Sicherung der traditionellen Technologien zur Herstellung der Stoffe Atlas (Satin) und Adras

## V

### VenezuelaVenezuela
- 2019 – Biokulturelles Programm zur Sicherung der Tradition der „Heiligen Palme“
- 2023 – Programm zum Schutz der Bandos und Parrandas der Heiligen Unschuldigen von Caucagua: Wurzeln der Initiation und Weitergabe von Weisheiten und Beratung in der Gemeinschaft

## Z

### Zypern RepublikZypern
- 2022 – Tocatì, ein gemeinsames Programm zum Erhalt traditioneller Spiele und Sportarten (gemeinsam mit Belgien, Frankreich, Italien, Kroatien)